# فيروس الهربس المحفز لنمو بطانة الفيلة

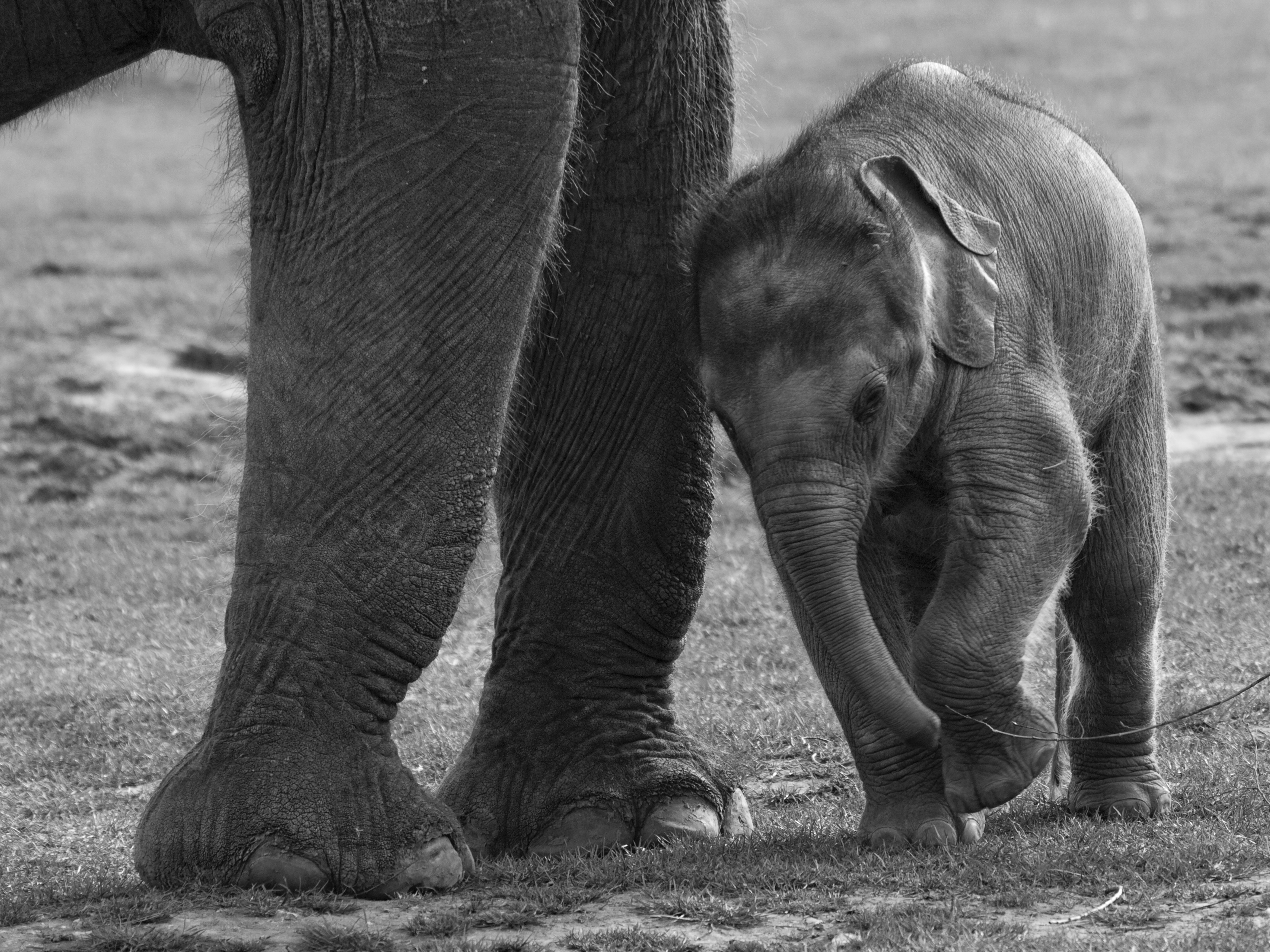
توفي "دونالدسون"، وهو عجل فيل آسيوي في حديقة حيوان ويبسنيد، إثر إصابته بفيروس الفيلة الهربسي EEHV في مايو 2009.

فيروس الهربس المحفز لنمو البطانة عند الأفيال ( فيروس الفيلة الهربسي )، بالإنجليزية Elephant endotheliotropic herpesviruses (EEHV)  أو Elephantid herpesvirus 1 هو نوع من فيروسات الهربس، الذي يمكن أن يسبب مرض نزيفي مميت عندما ينتقل إلى الفيلة الآسيوية الشابة. عند الفيلة الأفريقية، تكون الأشكال ذات الصلة من هذه الفيروسات، التي تم تحديدها في المجموعات البرية، حميدة بشكل عام، وتظهر في بعض الأحيان لتسبب نموًا أو آفاتًا صغيرة. ومع ذلك، يمكن لبعض أنواع الـ EEHV أن يسبب مرض مميت وفتاك في الفيلة الآسيوية، والذي يقتل ما يصل إلى 80% من الأفراد المتضررين بشدة. يمكن علاج المرض بالتطبيق السريع للأدوية المضادة للفيروسات، ولكن هذا لم يكن فعالاً إلا في ثلث الحالات. 
وقد تم توثيق الحالة الأولى المميتة من المرض عام 1995، على الرغم من أن عينات الأنسجة منذ أوائل الثمانينات قد أثبتت وجوده بشكل إيجابي غير مضر، وتم تسجيل الآفات الجلدية الموضعية في الفيلة الأفريقية البرية في السبعينيات. منذ عام 1995، كان هناك أكثر من خمسين حالة مرضية موثقة في أمريكا الشمالية وأوروبا، تم بنجاح علاج تسعة منها فقط. وأغلب المصابين هم من صغار الحيوانات المولودين في الأسر، على الرغم من أن عدداً قليلاً من البالغين الأكبر سنا المولودين في حديقة الحيوان قد ماتوا، وقد تم تحديد عدد من الحالات التي تسببها نفس النوع الممرض من EEHV في العجول اليتيمة والبرية في آسيا.

## الفيروسات وانتقال العدوى
و EEHVs هم أعضاء من نوع  Proboscivirus، و يرتبط ارتباطًا وثيقًا بفيروسات betaherpesv  للثدييات التي كانت مسؤولة عما يصل إلى 70 حالة وفاة لكل من حديقة الحيوان والفيلة الآسيوية البرية في جميع أنحاء العالم، وخاصة العجول الصغيرة. يوجد حاليًا ستة أنواع معروفة من فيروسات proboscivirus، كما أن EEHV1 هو الشكل الأكثر شيوعًا المسبب للمرض و له نوعان فرعيان، 1A و 1B، بالإضافة إلى العديد من السلالات المتميزة.
كان EEHV1A (و المعروف باسم EEHV1) هو النوع الأول الذي تم تحديده، والذي يسبب نزيفا حادا مع معدل وفيات مرتفع جدًا في الأفيال الآسيوية. كان يعتقد في الأصل أن هذا النوع من الفيروسات يحدث بشكل طبيعي في الأفيال الأفريقية، وأنه ينتقل إلى الفيلة الآسيوية الأسيرة، ولكن الدراسات الأكثر شمولية قد دحضت هذا المفهوم إلى حد كبير لأنه يوجد عدة أنواع أخرى من EEHV ( على سبيل المثال EEHV2 و EEHV3 و EEHV6) تم تحديدها في الأفيال الأفريقية. وقد تم تحديد نوع ثانٍ قاتل، EEHV1B، في الفيلة الآسيوية في عام 2001. كما أن كل من EEHV3 و EEHV4 و EEHV5 كان مسؤولاً عن وفاة واحدة على الأقل من عجول الفيل الآسيوية.
وقد تسبب EEHV2 مرض نزيفي في العديد من الفيلة الأفريقية كما ذكرت من قبل. جنبا إلى جنب مع EEHV3 و EEHV6 كما تم العثور عليها في الغدد الليمفاوية الرئوية في العديد من الفيلة البرية عند تشريحها.
هناك خمسة أو ستة أنواع أخرى من أنواع فيروسات gammaherpesv (EGHVs) الموجودة في العين والإفرازات التناسلية للعديد من حيوانات حديقة الأفيال الآسيوية والأفريقية الصحية - على سبيل المثال، EGHV1 و EGHV2 و EGHV3A و EGHV3B و EGHV4 و EGHV5 (وتسمى أيضًا فيروسات هربس Elephantid EIHV3 و EIHV4 و EIHV5 و EIHV6 و ElHV9 و ElHV10 - وهي فيروسات هربس غاما. ولكنها لا ترتبط ارتباطًا وثيقًا بـ EEHVs ولا السبب المعروف لأعراض المرض.
وقد كشفت الدراسات أيضا عن كل من EEHV1A و EEHV1B حيث يتم التخلص من إفرازات غسل الجذع من قبل عجول الفيلة عديمة الأعراض والتي كانت تعاني من المرض في السابق، وعلى نحو مماثل لـ EEHV5. وهكذا، على غرار اللعاب لمعظم فيروسات الهربس البشرية والحيوانية، قد تكون إفرازات الجذع مصدرًا لانتقال فيروس EEHVs. بسبب المخاوف بشأن أصول EEHV1 ودليل انتقال العدوى عبر الأنواع لـ EEHV3، تم تثبيط التواصل طويل المدى بين الأفيال الآسيوية والأفريقية، إلى جانب تجنب الاتصالات الجديدة بين الأفيال الآسيوية المولودة في الأسر والأفيال الآسيوية البرية المولودة، كما قد يكون هذا الأخير حاملا للمرض. وقد أيد تحليل عدد من حالات أمريكا الشمالية، التي استبعدت الانتقال المباشر للفيروس بين أي من المرافق المتأثرة المدروسة، أيدت بقوة فكرة وجود مجموعة كبيرة من الناقلين الآسيويين. ويدعم ذلك حقيقة أن بعض العجول المتوفاة لم يكن لها أي اتصال ممكن بأي فيلة أفريقية. لا يُعتقد أن التلقيح الاصطناعي هو عامل انتقال، ويلاحظ أنه عندما توفيت العديد من عجول الفيلة في أوقات مختلفة (حتى في نفس المنشأة)، كان جميعهم تقريبًا لديهم سلالات مميزة من الفيروس، ولكن عندما مات عجلان أو أصيبا  في نفس الوقت في نفس المنشأة كان لدى الأزواج دائمًا سلالات فيروس متطابقة. بدأ في عام 2005 برنامج لاختبار مقايسة الامتصاص المناعي المرتبط بالإنزيم، يهدف إلى اختبار عينات دم من حوالي ألف فيلة للأجسام المضادة للفيروس من أجل المساعدة في تحديد هوية الناقلات وأنماط الانتقال المحتملة.

## الآثار والعلاج
في الإصابات الحميدة الموجودة في بعض الأفيال الأفريقية البرية والأسيرة، يمكن أن تؤثر هذه الفيروسات على الجلد أو على النظام الرئوي. في الحالة الأولى، تنتج عقد ورديّة صغيرة على الرأس والجذع، والتي تظهر لبضعة أسابيع ثم تتراجع، مما يشير إلى وجود عدوى موضعية أعيد تنشيطها بشكل متكرر والتي تظل في الغالب كامنة. في الحالة الثانية، تم العثور عليه في العقد الرئوية البيضاء الصغيرة عند الفيلة التي لا تعاني من أي أعراض. هذه الخصائص المميزة لكل من EEHV2 و EEHV3 و EEHV6.
في عدد من الحالات، حدثت الوفاة خلال 24 ساعة من بداية الإصابة، في حين أن الحالات الأخرى لم تعد تدوم أكثر من خمسة أيام. يهاجم الفيروس الخلايا البطانية، ويمزق الشعيرات الدموية ويتسبب في فقدان الدم والنزيف. بمجرد أن يصل هذا إلى القلب، فإن النزيف يقتل بسرعة بسبب الصدمة. تشمل الأعراض الخمول وعدم الرغبة في تناول الطعام، وسرعة ضربات القلب، وانخفاض عدد خلايا الدم، بالإضافة إلى الزرقة في اللسان، قرحة الفم، وإديما (انتفاخ بسبب تجمع الماء ) في الرأس.
 العلاج السريع بالـ فامسيكلوفير، الذي يستمر لمدة شهر، وقد استخدم لعلاج ثماني عجول مصابة بـ EEHV1 ؛ ومع ذلك، فإن هذا العلاج مكلف للغاية، ولكنه فعال جزئيا فقط، ويعتمد على الكشف المبكر للعدوى. 
إن اختبار رد فعل البلمرة المتسلسل على عينة دم من الحيوانات المصابة سيؤكد حالة مشتبه بها عن طريق تحديد الحمض النووي الفيروسي، على الرغم من أنه من الشائع الآن أن نبدأ العلاج بالفامسيكلوفير في أقرب وقت ممكن بدلاً من انتظار تأكيد الحالة. قبل تطوير الاختبار، أو في الحالات التي لا يتوفر فيها، يمكن تشخيص المرض على أنه أي من الحالات الأخرى التي لها بداية سريعة تؤدي إلى الموت السريع، بما في ذلك التهاب الدماغ وسرطان وداء السلمونيلا.

## تاريخ الفيروس
تم التعرف على الفيروس في العقيدات الرئوية للفيلة الأفريقية في السبعينات. تم التعرف على أول حالة مميتة معترف بها من EEHV في فيل آسيوي في حديقة الحيوانات الوطنية في واشنطن العاصمة، في عام 1995 ؛ كان الاختبار على عينات الأنسجة المخزنة قادرا على تحديد عدد من الوفيات السابقة بسبب كونها ناجمة عن نفس الفيروس. وقد تم حتى الآن تحديد هذه الحالات منذ عام 1983. ومنذ ذلك التاريخ، بلغ مجموع الحالات في أمريكا الشمالية وأوروبا 54 حالة، وتم علاج تسعة منها بنجاح. لم يتم تضمين الوفيات في أيار / مايو 2009 لعجلين في حديقة حيوان Whipsnade. هذا يعطي معدل إماتة أكثر من 80% بين حالات المرض معروفة الأعراض. في الحالات التي تم فيها استخدام الأدوية المضادة للفيروسات، كان العلاج فعالا في واحد من كل ثلاث حالات. اعتبارا من عام 2005، كانت هناك اثنتا عشرة حالة استخدمت فيها famciclovir، ثمانية منها كانت مميتة. فقد تم حساب أنه من 78 فيلًا آسيوياً ولدوا في الأسر في أمريكا الشمالية بين عامي 1978 و 2007، من المعروف أن 19 منهم قد ماتوا من EEHV، وتم علاج خمسة آخرين بنجاح باستخدام الأدوية المضادة للفيروسات. 
 الحيوانات المتأثرة هي في معظمها من الأفيال الشابة الآسيوية التي ولدت في الأسر، مع نصف الحالات في أمريكا الشمالية بين سن سنة وأربع سنوات (وثلاثة أرباع بين سنة وثمانية أعوام). وقد أثرت بعض الحالات على المواليد الجدد أو الأفيال البالغين الذين ولدوا في البرية (كبار السن 40 سنة)، وثلاث حالات مسجلة أثرت على الفيلة الأفريقية. أول حالة مميتة موثقة للفيلة الأفريقية كان كيجانا ، وهو ذكر يبلغ من العمر 11 شهراً في عام 1996. ومنذ عام 2008، تم إسناد عدد من الحالات إلى EEHV1 بين الأفيال البرية.  
وكانت الحالة المشتبه فيها الأولى في آسيا في عام 1997، على الرغم من أنه لم يتم تأكيد وجود الفيروس بعد ظهور الحالة الخامسة المشتبه فيها. تم الإبلاغ عن هذه الحالة في عام 2006، مع وفاة عجل صغير مولود في البرية في ملاذ للأفيال في كمبوديا. تم تحديد الفيروس كجزء من مجموعة EEHV1، وهو نفس ما تم تحديده سابقًا في أمريكا الشمالية وأوروبا. في عام 2013، وصفت تسع حالات قاتلة من الهند على نطاق واسع، وتبين أنها تتكون من مجموعة واسعة من السلالات المتبدلة جينيا من EEHV1A و EEHV1B التي تتطابق مع الأنواع الفرعية والنطاق الجيني الموجود سابقاً في أوروبا وأمريكا الشمالية. كما تم الإبلاغ عن حالات منسوبة إلى EEHV1A و EEHV4 في تايلاند، وهناك أدلة مؤكدة وموثقة على وفيات الأمراض النزفية المماثلة بين 16 و 30 عجلاً آخر في البلدان الآسيوية بما في ذلك تايلاند والهند ونيبال وميانمار وإندونيسيا خلال السنوات الخمس الماضية. وبالتالي، هذا ليس مجرد مرض للأفيال الأسيرة، بل هو منتشر أيضا في الأفيال الآسيوية في البرية. وقد لوحظ عن طريق المزيد من البحوث  أنها «مطلوبة بشكل ملح» لدراسة الوضع في المناطق ذات الأفيال البرية الآسيوية.